# تانر پات
تانر پات (انگلیسی: Tanner Putt؛ زادهٔ ۲۱ آوریل ۱۹۹۲ ‏(۳۲ سال)) دوچرخه‌سوار اهل ایالات متحده آمریکا است.
از باشگاه‌هایی که در آن بازی کرده‌است می‌توان به تیم دوچرخه‌سواری یونایتدهلثکر اشاره کرد.